# Veer Quartet
Veer Quartet (Eigenschreibweise VEER Quartet) ist ein Album von Sarah Bernstein. Die am 27. und 28. Oktober 2019 im Big Orange Sheep Studio, Brooklyn, entstandenen Aufnahmen erschienen am 2. September 2022 auf New Focus Recordings.

## Hintergrund
Zu Sarah Bernsteins Veer Quartet gehören die Geigerin Sana Nagano, die Bratschistin Leonor Falcón und der Cellist Nick Jozwiak.

## Titelliste
- Sarah Bernstein Veer Quartet (Panoramic Recordings / New Focus Recordings PAN 026)[1]

1. Frames No.1 7:45
2. News Cycle Progression 3:38
3. Clay Myth 12:42
4. World Warrior 3:56
5. Nightmorning 10:25
6. Hidden 4:12

Die Kompositionen stammen von Sarah Bernstein.

## Rezeption
Dave Sumner schrieb in Bandcamp Daily, das Veer Quartet würde den Eindruck von ungehinderter Bewegung in einer kontrollierten Umgebung erwecken – als würde man beobachten, „wie Schneeverwehungen wie verrückt innerhalb einer Kugel kreisen“. Die Mischung aus kompositorischem Gerüst und improvisatorischen Exkursen lege die Grundlage für dieses sensationelle Album, ebenso wie die unterschiedlichen Hintergründe der Mitwirkenden. Kammermusikalische Jazz-Sessions allein mit Streichern würden in einem Maß existieren, der in letzter Zeit einige bemerkenswerte Aufnahmen hervorgebracht habe; Bernsteins jüngstes Werk gebe Grund zur Hoffnung, dass sich dieser Trend fortsetzen könnte.
George W. Harris schrieb in Jazz Weekly, die Geigerin Sarah Bernstein führe ihr Quartett durch eine Reihe von Eigenkompositionen, die prägnante Soli mit reichhaltigen Ensembletexturen mische. Auf „News Cycle Progression“ gebe es eine anhaltende Bartok'sche Spannung, während die Streicher auf „World Warrior“ einen cleveren Call and Response ausführten und auf „Hidden“ eine schwebende Atmosphäre erzeugten. In den Puls von „Clay Myth“ gemischt seien reichhaltige und swingende Soli von jedem Mitglied, wobei Joozwiak eine bluesige Linie auf dem swingenden „Fames No. 1“ liefere.
Obwohl sie eine erstklassige Geigerin und Komponistin ist und eine typische Streichquartett-Besetzung im VEER Quartet leitet, sollte man deshalb nicht annehmen, dass Sarah Bernstein eine klassische Musikerin ist, meinte Michael Toland (The Big Takevover). Oder besser gesagt, dass sie nur klassische Musikerin sei, denn ihre Erfahrungen haben sie von Klassik über Jazz und experimentellen Noise bis hin zu Synthie-Pop geführt. Auf dieser Platte neige sie mehr zu den Wurzeln ihrer formalen Ausbildung als Geigerin. Aus verschiedenen Traditionen schöpfend, bleibe Bernsteins Musik „ein bewegliches Ziel“ und widersetze sich spielerisch jedem Versuch, sie nur in einer Schublade festzunageln. Dies gebe dem VEER Quartet Dutzende von Schichten, die es abzuziehen gilt, und jedes Mal, wenn man dies tut, neue Dinge zu entdecken und sich daran zu erfreuen.